# Lepidopora dendrostylus
Lepidopora dendrostylus is een hydroïdpoliep uit de familie Stylasteridae. De poliep komt uit het geslacht Lepidopora. Lepidopora dendrostylus werd in 1991 voor het eerst wetenschappelijk beschreven door Cairns. 